# Comtat de Heard
Heard és un comtat al sector centre-oest de l'estat nord-americà de Geòrgia. En el cens de 2020 tenia d'11.412 habitants, per sota dels 11.834 del 2010. La seu del comtat és Franklin. El comtat va ser creat el 22 de desembre de 1830.
El comtat de Heard està inclòs a l'àrea metropolitana d'Atlanta-Sandy Springs-Roswell.

## Història
El comtat de Heard va ser creat per act de la legislatura estatal el 22 de desembre de 1830. Rebé el seu nom de Stephen Heard, qui fou escollit president del Consell el 18 de febrer de 1781, per la qual cosa, en absència del governador Howley, esdevingué governador de facto. Heard es traslladà al comtat de Wilkes des del comtat de Hanover, Virgínia, i va lluitar a la Guerra de la Independència on es va distingir a Kettle Creek. El primer xèrif, Jonathan Mewsick, rebé el seu càrrec el 1832.

## Geografia
Segons l'Oficina del Cens el comtat té una superfície de 301 milles quadrades (780 km2), de les quals 296 milles quadrades (770 km2)  son terra ferma i 5.1 milles quadrades (13 km2) un 1,7%, son cobertes per les aigües.
La gran majoria del comtat de Heard és a la subconca mitjana del riu Chattahoochee - Lake Harding de la conca del riu ACF (Apalachicola-Chattahoochee-Flint River Basin), llevat una petita porció al nord-oest del comtat, a l'oest d'Ephesus, situat a la subconca superior del riu Tallapoosa de la conca ACT-River Basin (Coosa-Tallapoosa River Basin).

### Comtats adjacents
- Comtat de Carroll (nord)
- Comtat de Coweta (est)
- Comtat de Troup (sud)
- Comtat de Randolph, Alabama (frontera oest/hora central)

## Entitats de població
Ciutats
- Ephesus
- Franklin (seu del comtat)

Towns
- Centralhatchee

Llocs designats pel cens
- Glenn

Comunitats no incorporades
- Corint (parcialment)
- Texas

## Demografia
En el cens del 2020 al comtat hi havia 11.412 persones, 4.502 llars i 3.254 famílies.
| Raça                           | Núm.  | Perc.  |
| ------------------------------ | ----- | ------ |
| Blanc (no hispà)               | 9.589 | 84,03% |
| Negre o afroamericà (no hispà) | 930   | 8,15%  |
| nadiu americà                  | 33    | 0,29%  |
| asiàtic                        | 53    | 0,46%  |
| Illenc del Pacífic             | 4     | 0,04%  |
| Altres/Mixtes                  | 550   | 4,82%  |
| hispà o llatí                  | 253   | 2,22%  |

## Eleccions a la presidència federal
Històricament Heard fou un comtat sòlidament demòcrata, però a partir de les eleccions del 1968 en que, al comtat, guanyà el candidat independent del sud George Wallace el comtat ha anat virant cap al bàndol republicà havent guanyat el candidat a la presidència republicà tots els comicis celebrats al segle XXI.